# Doble sentit
Un doble sentit o dilogia és una figura del llenguatge en la que una frase pot ser entesa de dues formes diferents i, fins i tot contradictòries. Sovint el primer significar és sincer, mentre que el segon significat és inadequat, o irònic.
Un doble sentit és de fet un joc de paraules per transmetre el segon significat. Els dobles sentits tendeixen a basar-se en significats múltiples de paraules, o interpretacions diferents del mateix significat primari; sovint exploten l'ambigüitat i es fa servir per a introduir-lo deliberadament al text.

## Estructura
Una persona que no estigui familiaritzada amb el significat ocult o alternatiu d'una frase pot fracassar en detectar la seva intenció, a banda d'observar que altres troben humorístic quelcom que no ho sembla. Potser perquè no és ofensiu pels que no el reconeixen, els dobles sentits es fan servir sovint en comèdia de situació i altres comedies considerades adequades per a nens, que poden gaudir de la comèdia mentre són aliens als seus segons significats. El doble sentit també es fa servir per fer humor sexual socialment acceptable.
Un triple sentit és una variació rara del doble sentit on una frase es pot entendre de tres formes diferents.
El comediant Benny Hill, que incloïa acudits sexuals directes al seu programa de televisió, se l'ha considerat, amistosament, com "el mestre del sentit simple".